# Flevopolder
Le Flevopolder est une région des Pays-Bas conquise sur l'IJsselmeer. Avec le Noordoostpolder, elle forme la dernière province créée : le Flevoland.

Le Flevopolder, contrairement à ce que le nom suggère, est composé en réalité de deux polders :
- le Flevoland de l'Est (Oostelijk Flevoland), asséché en 1955 ;
- le Flevoland du Sud (Zuidelijk Flevoland), asséché en 1968.

Ceux-ci sont séparés par une digue, la Knardijk érigée lors de l'aménagement du polder Est. Ainsi, en cas d'inondation de l'un, l'autre polder serait épargné.
- le Flevoland de l'Ouest, rebaptisé le Markerwaard, n'a jamais été construit.

## Une île
Le Flevopolder est complètement entouré d'eau notamment par les lacs de bordure.
Les étendues d'eau environnantes sont les lacs Ketelmeer, Vossemeer, Drontermeer, Veluwemeer, Wolderwijd, Nuldernauw, Nijkerkernauw, Eemmeer,  Gooimeer, IJmeer, Markermeer et l'IJsselmeer.

## Le drainage
Les deux parties sont drainées séparément par le Hoge Vaart et le Lage Vaart. Ces deux canaux traversent les deux régions et conduisent aux quatre stations de pompage du polder, les principales étant la station de pompage Wortman pour la partie Est et la station de pompage Blocq van Kuffeler pour la partie Sud.